# Rudolf Wetzer
Rudolf Wetzer (ur. 17 marca 1901 w Timișoarze, zm. 13 kwietnia 1993 w Hajfie) – rumuński piłkarz i trener, reprezentant kraju, grający na pozycji pomocnika.

## Kariera klubowa
Wetzer rozpoczął karierę piłkarską w swoim rodzinnym mieście jako trzynastolatek w kolejowym klubie sportowym Chinezul Timișoara, po czym w 1921 przeniósł się do Budapesztu, do drużyny Törekvés SE. Następnie wrócił do domu i grał dla lokalnego rywala Chinezulu Unirea Timișoara.
Ponownie wyjechał za granicę w 1924 i na sezon dołączył do OFK Beograd, po czym wrócił do macierzystego klubu. Z Chinezulem zdobył dwukrotnie mistrzostwo Liga I w sezonach 1925/26 i 1926/27. W 1928 przyjął ofertę Újpest FC i po raz drugi przeniósł się do Budapesztu.
Po powrocie z Węgier, zdobył tytuł mistrza w sezonie 1929/30 z Juventusem Bukareszt, a następny sezon spędził w Ripensie Timișoara. Rok później Wetzer bez zgody rumuńskiego związku piłkarskiego podpisał kontrakt jako grający trener w Hyères FC. Francuzi z południa zakończyli sezon jako przedostatni w grupie i spadli do drugiej ligi.
Wetzer wrócił do Rumunii i pracował jako zawodnik-trener w ILSA Timișoara od 1934 do 1936. Następnie przeniósł się do Rovine Grivița Craiova na jeden sezon, po którym nastały dwa sezony w Electrica Timișoara. To właśnie w zespole Electricy w 1937 Wetzer zakończył karierę piłkarską. 

## Kariera reprezentacyjna
Wetzer po raz pierwszy w drużynie narodowej wystąpił 10 czerwca 1923 w przegranym 1:2 spotkaniu z Jugosławią. 
W 1924 został powołany na Igrzyska Olimpijskie rozgrywane w Paryżu. Reprezentacja Rumunii zagrała na tych Igrzyskach jeden mecz, z reprezentacją Holandii, który przegrała 0:6. Wetzer zagrał w tym spotkaniu od pierwszej minuty. 
Sześć lat później został powołany na Mistrzostwa Świata rozgrywane w Urugwaju. Wystąpił tam w dwóch spotkaniach z gospodarzem turnieju Urugwajem i Peru. 
Po raz ostatni w reprezentacji Wetzer zagrał 26 czerwca 1932 w przegranym 0:2 meczu z Bułgarią. Łącznie Wetzer w latach 1923–1932 wystąpił w 17 spotkaniach i strzelił 12 bramek.
| Mecze i gole w reprezentacji | Mecze i gole w reprezentacji | Mecze i gole w reprezentacji | Mecze i gole w reprezentacji | Mecze i gole w reprezentacji | Mecze i gole w reprezentacji | Mecze i gole w reprezentacji |
| #                            | Data                         | Miasto                       | Przeciwnik                   | Gol                          | Wynik                        | Rozgrywki                    |
| ---------------------------- | ---------------------------- | ---------------------------- | ---------------------------- | ---------------------------- | ---------------------------- | ---------------------------- |
| 1.                           | 10.06.1923                   | Bukareszt                    | Jugosławia                   |                              | 1:2                          | Puchar Króla Aleksandra      |
| 2.                           | 01.07.1923                   | Kluż                         | Czechosłowacja               |                              | 0:6                          | towarzyski                   |
| 3.                           | 20.05.1924                   | Wiedeń                       | Austria                      |                              | 1:4                          | towarzyski                   |
| 4.                           | 24.05.1924                   | Colombes                     | Holandia                     |                              | 0:6                          | IO 1924                      |
| 5.                           | 31.05.1925                   | Sofia                        | Bułgaria                     | Gol                          | 4:2                          | towarzyski                   |
| 6.                           | 07.05.1926                   | Stambuł                      | Turcja                       |                              | 3:1                          | towarzyski                   |
| 7.                           | 03.10.1926                   | Zagrzeb                      | Jugosławia                   | Gol                          | 3:2                          | Puchar Króla Aleksandra      |
| 8.                           | 10.05.1927                   | Bukareszt                    | Jugosławia                   |                              | 0:3                          | Puchar Króla Aleksandra      |
| 9.                           | 19.01.1928                   | Bukareszt                    | Polska                       |                              | 3:3                          | towarzyski                   |
| 10.                          | 15.04.1928                   | Arad                         | Turcja                       |                              | 4:2                          | towarzyski                   |
| 11.                          | 06.05.1928                   | Belgrad                      | Jugosławia                   | Gol                          | 1:3                          | Puchar Króla Aleksandra      |
| 12.                          | 25.05.1930                   | Bukareszt                    | Grecja                       | 5x                           | 8:1                          | Balkan Cup                   |
| 13.                          | 14.07.1930                   | Montevideo                   | Peru                         |                              | 3:1                          | MŚ 1930                      |
| 14.                          | 21.07.1930                   | Montevideo                   | Urugwaj                      |                              | 0:4                          | MŚ 1930                      |
| 15.                          | 12.10.1930                   | Sofia                        | Bułgaria                     | Gol · Gol                    | 3:5                          | Balkan Cup                   |
| 16.                          | 12.06.1932                   | Bukareszt                    | Francja                      | Gol · Gol                    | 6:3                          | towarzyski                   |
| 17.                          | 26.06.1932                   | Belgrad                      | Bułgaria                     |                              | 0:2                          | Balkan Cup                   |

## Kariera trenerska
Wetzer w 1932 bez zgody rumuńskiego związku piłkarskiego podpisał kontrakt jako grający trener w Hyères FC. Francuzi z południa zakończyli sezon jako przedostatni w grupie i spadli do drugiej ligi.
Wetzer wrócił do Rumunii i pracował jako zawodnik-trener w ILSA Timișoara od 1934 do 1936. Następnie na podobnych zasadach podjął pracę w Rovine Grivița Craiova oraz Electrica Timișoara. Następnie jako trener od 1940 do 1947 opiekował się zespołem Oţelul Reşiţa. 
W 1948 rozpoczął pracę w nowopowstałym klubie w Bukareszcie, Dinamie. Pracował w Dinamie do 1952, po czym zakończył pracę trenerską w zespole Dinamo Orașul Stalin. 

## Sukcesy
Chinezul Timișoara
- Mistrzostwo Liga I (2): 1925/26, 1926/27

Juventus Bukareszt
- Mistrzostwo Liga I (1): 1929/30